# Краснокутська волость (Слов'яносербський повіт)
Краснокутська волость — адміністративно-територіальна одиниця Слов'яносербського повіту Катеринославської губернії.
Станом на 1886 рік складалася з 3 поселень, 4 сільських громад. Населення — 2640 осіб (1371 чоловічої статі та 1269 — жіночої), 514 дворових господарств.
|                     | Площа, десятин | У тому числі орної, дес. |
| ------------------- | -------------- | ------------------------ |
| Сільських громад    | 3795           | 1500                     |
| Приватної власності | 9341           | 1988                     |
| Іншої власності     | 83             | 5                        |
| Загалом             | 13219          | 3543                     |

Основні поселення волості:
- Красний Кут — власницьке село при річках Розсипна, Мечетна та Міусик, за 65 верст від повітового міста, 1640 осіб, 323 двори, православна церква, лавка, 2 ярмарки на рік. За 10 верст — залізнична станція Петровеньки.
- Петровокрасносілля — власницьке сільце при протоці Васюковій, 522 осіб, 131 двір, постоялий двір.